# Robert MacNeil
Robert Breckenridge Ware MacNeil (Montreal - 19 de janeiro de 1931 - Nova York - 12 de abril de 2024) às vezes chamado de Robin MacNeil, foi um jornalista canadense. Apresentador do "PBS NewsHour", foi uma figura proeminente no jornalismo, além de ter escrito o programa The Story of English.
MacNeil cresceu em Halifax e em 1955 se graduou em jornalismo pela Universidade de Carleton de Otava.

## Livros
MacNeil também escreveu livros, muitos dos quais são sobre sua carreira como jornalista. Após sua aposentadoria do NewsHour, ele também se interessou em escrever romances. Seus livros incluem:
- The People Machine: The Influence of Television on American Politics (1970). ISBN 978-0413276704.
- Wordstruck: A Memoir (1989) ISBN 978-0670818716.
- Eudora Welty: Seeing Black and White (1990). ISBN 978-0878054718.
- The Way We Were: 1963, the Year Kennedy Was Shot (1991). ISBN 978-0881844337.
- MacNeil, Robert (1992). Burden of Desire. [S.l.]: Nan A. Talese/Doubleday. ISBN 9780385420198
- The Right Place at the Right Time (1990). ISBN 978-0140131208.
- The Voyage (1995). ISBN 978-0385469524.
- Macneil, Robert (1998). Breaking News (A Novel). [S.l.]: Nan A. Talese/Doubleday. ISBN 9780385420204
- The Story of English com Robert McCrum (acompanhado por uma minissérie documental da PBS em 1986) ISBN 978-0142002315.
- Looking for My Country: Finding Myself in America (2003). ISBN 978-0385507813.
- MacNeil, Robert; Cran, William (28 de dezembro de 2004). Do You Speak American?. [S.l.]: Nan A. Talese/Doubleday. ISBN 978-0-385-51198-8 (acompanhado por uma minissérie documental da PBS em 2005)